# Solandersturmvogel

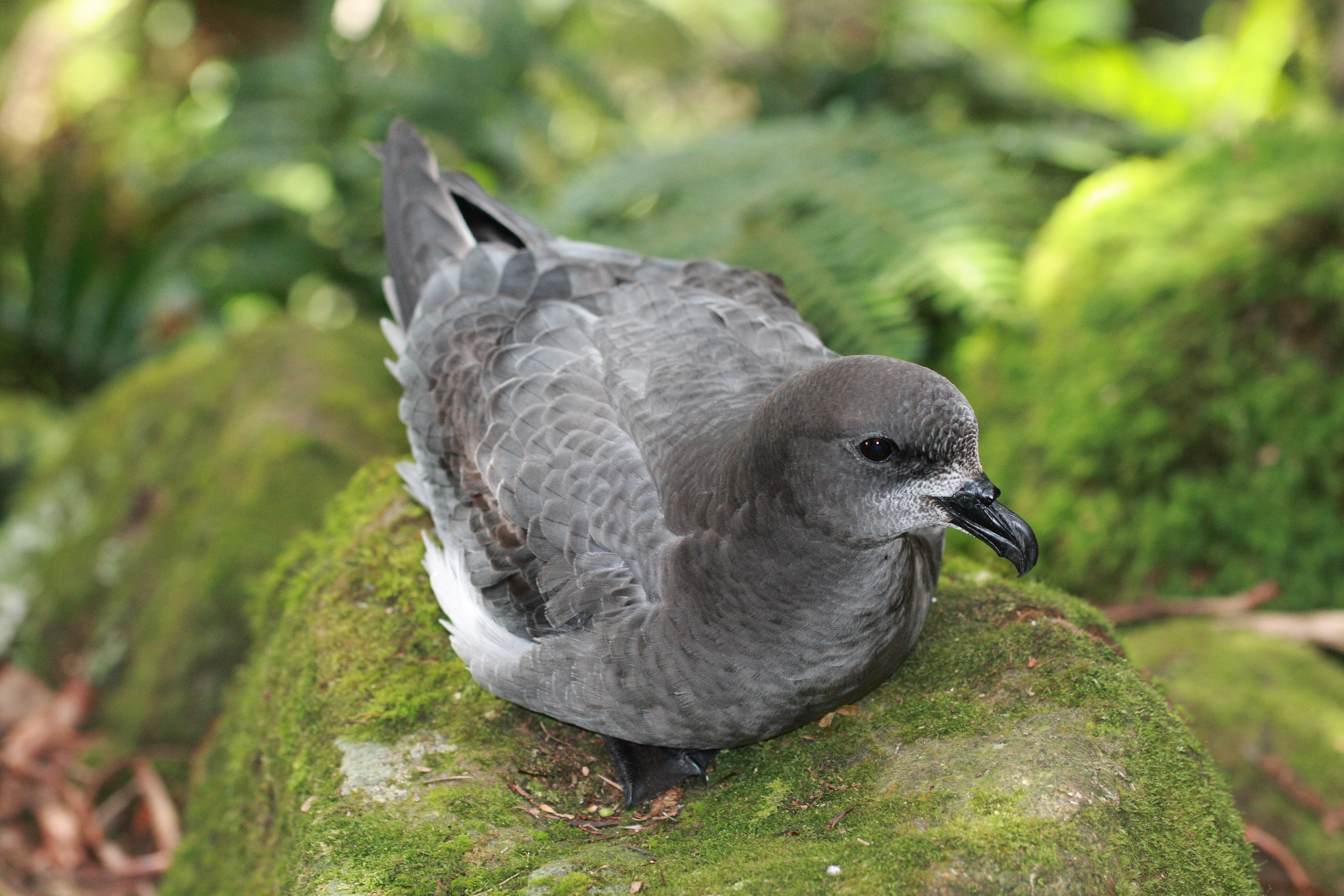
Solandersturmvogel

Der Solandersturmvogel (Pterodroma solandri) ist eine Vogelart aus der Gattung der Hakensturmtaucher. Er ist ein Sturmvogel mittlerer Größe mit dunkelgrauer Färbung, der im Pazifik lebt.
Die IUCN schätzt den Bestand auf etwa 100.000 Individuen und ordnet die Art als gefährdet (vulnerable) ein.
Seinen Namen trägt der Solandersturmvogel zu Ehren des schwedischen Botanikers Daniel Solander.

## Erscheinungsbild
Solandersturmvögel haben eine Flügellänge zwischen 30 und 32 Zentimetern, der Schnabel ist zwischen 3,0 und 3,7 Zentimetern lang. Außer geringen Größenunterschieden besteht kein auffälliger Geschlechtsdimorphismus. Im Gefieder zeigen sich auch keine Alters- oder jahreszeitlichen Unterschiede.
Die Oberseite ist dunkelgrau. Der Kopf ist vorne und an der Kehle weißlich, wobei zahlreiche Individuen hier auch eine dunkle Sprenkelung aufweisen. Die Unterseite von Körper und Schwanz ist graubraun. Die Flügel weisen auf der Unterseite weiße Dreiecke an der Basis der Handschwingen auf. Der Schnabel ist weniger massiv als beim Eissturmvogel.
Dunenküken sind dunkelgrau mit aschgrauer Unterseite. Bei Nestlingen weisen die Rückenfedern häufig weiße Ränder auf.

## Verbreitungsgebiet
Solandersturmvögel brüten nur noch auf der Lord-Howe-Insel im Tasmanischen Meer und auf der kleinen Phillip-Insel in der Nähe der Norfolkinsel.  Die Brutvorkommen auf der Norfolkinsel sind bereits gegen Ende des 18. Jahrhunderts erloschen. Das Wanderungsgebiet der Art umfasst den Westpazifik. Im April und im November halten sich die Vögel auch in den Gewässern rund um die Hawaii-Inseln auf.

## Nahrung
Die Nahrung des Solandersturmvogels besteht aus Kopffüßern, Krebsen und ähnlichen Tieren. Die Nahrung nimmt er schwimmend auf.

## Fortpflanzung
Der Solandersturmvogel ist ein Koloniebrüter, der in Höhlen oder Felsspalten an Hängen bis zu 700 Meter über dem Meeresspiegel brütet.
Solandersturmvögel treffen im März im Brutgebiet ein. Das weißschalige Ei wird allerdings in der Regel erst im Juni oder Juli gelegt. Nestlinge werden in der Zeit von August bis Oktober beobachtet. Sie werden im Oktober oder November flügge. Der Bruterfolg wird unter anderem von einer Reihe von auf den Brutinseln eingeführten Tierarten wie Ratten und Schweinen negativ beeinflusst. Auch die zur Bekämpfung der Ratten in den 1920er Jahren eingeführte Neuhollandeule jagt Solandersturmvögel. Die auf der Lord-Howe-Insel heimische Waldralle und die Dickschnabel-Würgerkrähe sind weitere Prädatoren von Gelegen und Jungvögeln dieser Art. Auf dem Philip-Eiland stehen Solandersturmvögel in Nistplatzkonkurrenz zum Keilschwanz-Sturmtaucher.

## Bestand
Der Solandersturmvogel war ursprünglich auf der Norfolkinsel sehr zahlreich, wurde dort aber zwischen 1790 und 1800 ausgerottet. Über eine Million Adulte und Jungvögel wurden zwischen 1790 und 1793 zu Nahrungszwecken gejagt. 1796 lebten dort nur noch 15.000 Vögel, 1800 war die dortige Population erloschen. Eine natürliche Wiederansiedlung auf der Norfolkinsel ist bislang nicht erfolgt, vermutlich weil der Prädatorendruck durch die dort eingeführten Ratten und Katzen so groß ist.
Der Bestand auf der Lord-Howe-Insel wurde in den 1970er Jahren auf 20.000 Brutpaare geschätzt, 1982 kam eine genauere Zählung auf 32.000 Brutpaare. Es ist möglich, dass die ersten Bestandszählungen die Zahl der Brutpaare unterschätzten. Es gilt aber als sehr wahrscheinlich, dass die Beseitigung der auf der Insel eingeführten Schweine wesentlich zu einer Bestandserholung beitrug.
Die Brutpopulation auf dem Philip-Eiland in der Nähe der Norfolkinsel wurde erst 1985 entdeckt und betrug zu diesem Zeitpunkt etwa 20 Vögel. Im Jahre 2010 wurde der Bestand auf 10 bis 100 Brutpaare geschätzt. Schweine, Ziegen und Kaninchen, die alle drei auf diesem Eiland eingeführt worden waren, waren in den 1980er Jahren weitgehend entfernt worden, weil sie einen negativen Einfluss auf den Pflanzenbestand dieser Insel hatten.

## Belege

### Einzelbelege
1. 1 2 3 4 5   IUCN Website zum Solandersturmvogel, aufgerufen am 29. Juni 2013
2. ↑  Il'ičev &  Flint: Handbuch der Vögel der Sowjetunion - Band 1: Erforschungsgeschichte, Gaviiformes, Podicipediformes, Procellariiformes. 1985, S. 306
3. ↑  Il'ičev &  Flint: Handbuch der Vögel der Sowjetunion - Band 1: Erforschungsgeschichte, Gaviiformes, Podicipediformes, Procellariiformes. 1985, S. 307